# 藤原資家
藤原 資家（ふじわら の すけいえ）は、平安時代後期の武将。那須氏の祖とされる。藤原北家藤原道長の後裔とされる。道長の六男で歌人として著名な藤原長家の孫。

## 略歴
藤原道家（下野守、従五位下）の子として誕生。ただし、道家は12歳くらいで病死したとする研究もあり、仮冒の可能性が高い。
陸奥国白河郡八溝山に潜伏していた「岩獄丸」という賊を征伐する際に、資家は三和神社に戦勝を祈願したとされる。その後、賊を討った功により、下野国那須郡を賜り同地に下向した。須藤権守貞信と称する。
築地館の完成を見ずに、天治2年（1125年）頃に神田城を築城し、居城とする。資家以降、代々土着したという。